# Rolls-Royce Avon
Il Rolls-Royce Avon era una famiglia di motori aeronautici turbogetto sviluppata dall'azienda britannica Rolls-Royce Ltd dopo la fine della seconda guerra mondiale ed introdotto all'inizio degli anni cinquanta.
Rimase in produzione, sviluppato nelle sue varianti, fino al 1974, equipaggiando velivoli civili e militari.

## Storia
Tra i primi ad intuire le possibilità di impiego in campo aeronautico di un motore a turbina vi fu Alan Arnold Griffith che, nel suo lavoro An Aerodynamic Theory of Turbine Design pubblicato nel 1926, descriveva per la prima volta un motore turboelica costituito da un compressore assiale, una camera di combustione ed una turbina in grado di muovere un'elica. Nell'aprile del 1930 Griffith propose all'Aeronautical Research Committee (l'ente britannico che coordinava la ricerca in campo aeronautico) la costruzione di un prototipo che però venne scartato perché ritenuto troppo avanti rispetto alla tecnologia allora disponibile.
Nel frattempo Frank Whittle, brevettò nel 1930 il disegno di un motore a turbina dotato di compressore radiale che, anziché muovere un'elica, sfruttava direttamente i gas di scarico per produrre una spinta. Griffith esaminò questo brevetto, ma ritenne che l'utilizzo dei gas di scarico per la spinta fosse inefficiente e che l'elevato ingombro del compressore centrifugo lo rendesse inadatto all'uso aeronautico.
Nonostante la poco lusinghiera analisi di Griffith, Whittle andò avanti per la sua strada,e, con il suo motore W.1, dimostrò la fattibilità della propulsione a getto.

### Sviluppo
In seguito ai risultati ottenuti da Whittle, Griffith ridisegnò il suo motore, eliminando l'elica ma mantenendo il compressore assiale, che garantiva, a parità di spinta, ingombri frontali limitati. Nello stesso periodo, le specifiche di progetto dell'English Electric Canberra prevedevano l'impiego di un motore da almeno 13 000 libbre di spinta, ma la sua installazione nella parte posteriore della fusoliera avrebbe comportato diversi problemi per lo stivaggio di bombe e carburante. Come soluzione al problema, si optò per l'installazione di due motori da 6 500 lbf sotto le ali che, quindi, avrebbero dovuto avere un limitato ingombro trasversale. All'inizio del 1945, Ernest Hives, il capo della divisione motori della Rolls-Royce, incaricò Griffith di disegnare l'AJ.65 (da Axial Jet 6500 lbf), un motore da 6500 libbre di spinta dotato di un compressore assiale a dodici stadi.
A partire dal giugno del 1945, lo sviluppo dell'AJ.65 fu affidato a Stanley Hooker che si trovò subito alle prese con tutti i problemi che una tecnologia ancora inesplorata come quella del compressore assiale comportava. Il primo prototipo completato nella primavera del 1946 non riuscì a produrre più di 5 000 libbre di spinta (22 kN), con vistosi problemi di accelerazione e cedimenti delle palette del primo stadio.
La prima versione che darà vita alla famiglia degli Avon, fu la RA.1, dotata di un compressore assiale ed otto camere di combustione tubolari seguite da un singolo stadio di turbina; era ancora afflitta da problemi al compressore a cui si tentò di porre rimedio riducendo la portata d'aria ed introducendo sistemi automatici per migliorare le fasi di avviamento ed accelerazione. Il numero degli stadi del compressore fu ridotto dagli originali 12 dell'AJ.65 a soli otto o dieci per studiarne il comportamento.
Con le prime versioni di RA.2 provate al banco dal gennaio del 1948, la spinta aumentò a 5 800 lbf per 2 550 libbre di peso. Il 15 agosto del 1948 l'Avon fu provato per la prima volta in volo montato su un Avro Lancastrian VM732 appositamente modificato.

### Produzione

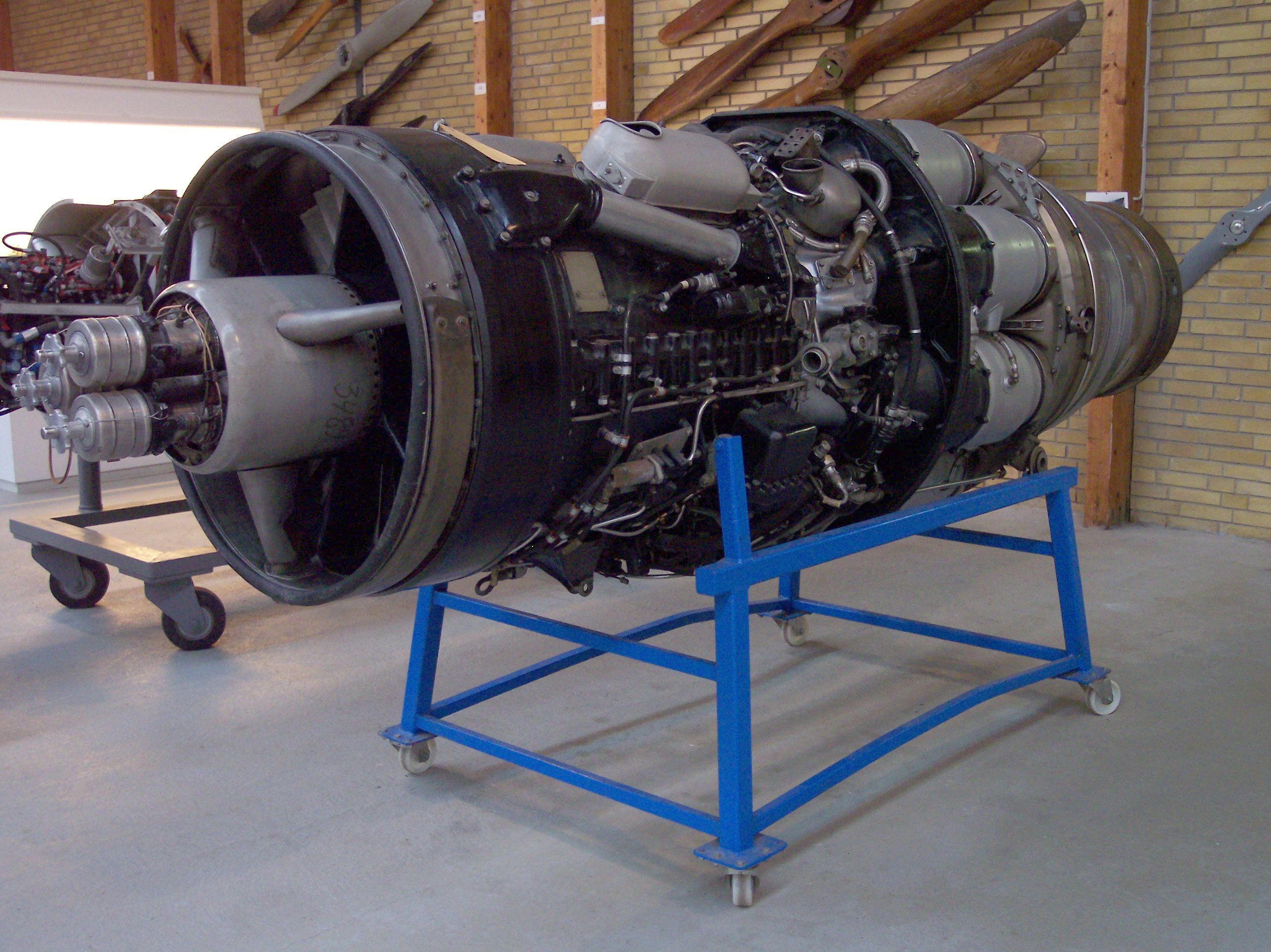
Un Avon esposto al Danmarks Flymuseum di Skjern, Danimarca

Nel 1949 fu introdotta una nuova turbina a due stadi che permise di aumentare la spinta e ridurre il peso nella nuova versione RA.3. Questa, nella sua "serie 100", fu la prima ad entrare in produzione e venne consegnata a partire dal 1950 nella versione denominata RA.3/Mk.101. Era in grado di generare una spinta di 6 500 lbf (29 kN) con un peso di 2 240 libbre. Dotata di avviamento a cartuccia e sistema di spillamento aria dal compressore per l'impianto di pressurizzazione della cabina, era destinata a motorizzare il bombardiere leggero English Electric Canberra B.2. Versioni simili sono state utilizzate nei Canberra B.6, Hawker Hunter e Supermarine Swift.
Le ultime versioni della serie 100, denominate RA.7, videro salire la spinta a 7 500 lbf prima e 8 050 poi. Venne installato un impianto antighiaccio più avanzato, anche se rimanevano alcuni problemi di stallo del compressore che, ad esempio, sulla prima serie di Hawker Hunter si manifestavano quando venivano utilizzati i cannoncini.
I problemi al compressore furono risolti nella successiva serie 200, allo studio dal dicembre 1952, che impiegava un disegno ripreso dal compressore del Sapphire così come un nuovo combustore di tipo tubo-anulare. La RA.14/Mk.201, certificata nell'aprile del 1953 ed impiegata sul bombardiere Vickers Valiant, forniva una spinta di 9 500 libbre (42 kN) abbassando il consumo specifico rispetto alla versione precedente da 0,92 a 0,84.
La RA.26 da 10 000 lbf (44 kN) venne installata sugli aeromobili civili Comet C.3 e Sud Aviation Caravelle, e sul caccia Hawker Hunter F.6. Nel 1958 l'Avon è protagonista di un primato in campo aeronautico civile. Fu un Comet 4 spinto da tale motore il primo aereo passeggeri ad effettuare un servizio di linea transatlantico.
Il motore più potente della famiglia forniva 12 690 lbf (56 450 N) di spinta, e 16 360 lbf (72 770 N) nella versione RA.29/Mk.302 (RB.146) dotata di postbruciatore; fu installato sulle ultime versioni del caccia intercettore English Electric Lightning. Gli altri velivoli britannici che usarono l'Avon furono il caccia imbarcato de Havilland Sea Vixen ed il laboratorio volante Fairey Delta 2.
Negli Stati Uniti l'Avon venne utilizzato per motorizzare il Ryan X-13 Vertijet, un prototipo di velivolo a decollo verticale, e nel Martin B-57, il Canberra prodotto su licenza dalla statunitense Glenn L. Martin Company.
In Australia, l'Avon venne usato dalla Commonwealth Aircraft Corporation per motorizzare il caccia CAC CA-27 Avon-Sabre, la versione di produzione locale ed ampiamente modificata dello statunitense North American F-86F Sabre.
L'Avon continuò la produzione, soprattutto equipaggiando il Caravelle e il Lightning, fino al 1974, raggiungendo la cifra di oltre 11 000 esemplari costruiti ed un impressionante record di affidabilità al di là di ogni previsione.
L'Avon rimase in servizio operativo con gli ultimi Canberra PR.9, versione fotoricognitore della RAF, fino al 23 giugno 2006.

### Produzione su licenza

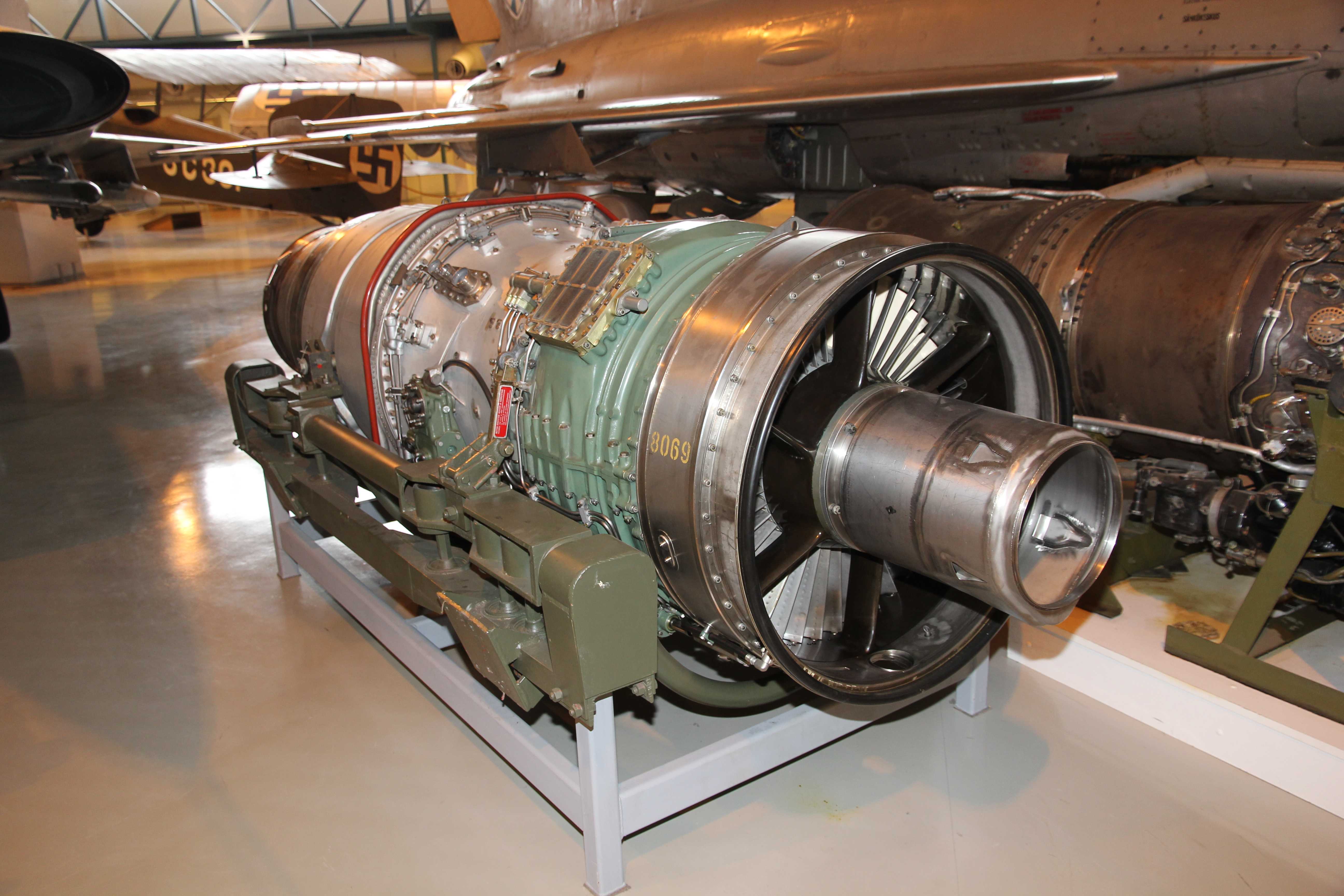
Un Volvo Flygmotor RM6B esposto presso il museo Keski-Suomen

L'Avon venne anche prodotto all'estero su licenza. La Svenska Flygvapnet, l'Aviazione militare svedese, aveva la necessità di trovare un motore per i progetti dei nuovi velivoli a getto di produzione nazionale. L'azienda aeronautica Svenska Flygmotor AB, antenata delle future Volvo Flygmotor e Volvo Aero, acquistò i diritti di produzione del RA.3/Mk.109, ridenominato RM5, sviluppando successivamente una versione autoctona basata sul RA.29, l'RM6 da 17 110 lbf (76 110 N) di spinta. L'RM5 venne utilizzato dal caccia multiruolo Saab 32 Lansen, mentre l'RM6 fu il principale motore utilizzato nel pari ruolo Saab 35 Draken.

## Tecnica
La principale innovazione dei motori della famiglia Avon risiede nell'utilizzo di un compressore di tipo assiale in luogo di quello centrifugo utilizzato dai contemporanei turbogetto britannici. Il compressore centrifugo, benché penalizzato da ingombri e basse velocità di rotazione poteva vantare numerose esperienze accumulate precedentemente negli impianti di sovralimentazione dei motori a pistoni. Per quanto riguardava il compressore assiale, invece, si trattava di una soluzione inedita, che trovava le sue prime applicazioni in Germania ed Inghilterra a cavallo tra gli anni trenta e quaranta.

### Compressore
Il disegno originario del compressore assiale disegnato da Griffith, prevedeva dei rotori controrotanti, senza statori intermedi, una soluzione presa in considerazione anche dai tedeschi negli studi preliminari (poi scartati) del compressore per il motore turbogetto BMW 003. Le complicazioni tecniche, però, spinsero all'adozione di stadi più convenzionali costituiti dall'alternanza di rotori e statori. Dai primi tentativi con 12 stadi del prototipo AJ.65, si passò a configurazioni ad otto e dieci stadi, riducendo anche la velocità di rotazione (e conseguentemente la portata) nel tentativo di risolvere problemi di instabilità nel flusso di aria attraverso il compressore. Con la RA.1 furono progressivamente introdotte soluzioni quali statori a geometria variabile e valvole di sfogo collegate ad un sistema automatico di controllo in grado di migliorare l'avviamento e l'accelerazione del motore.

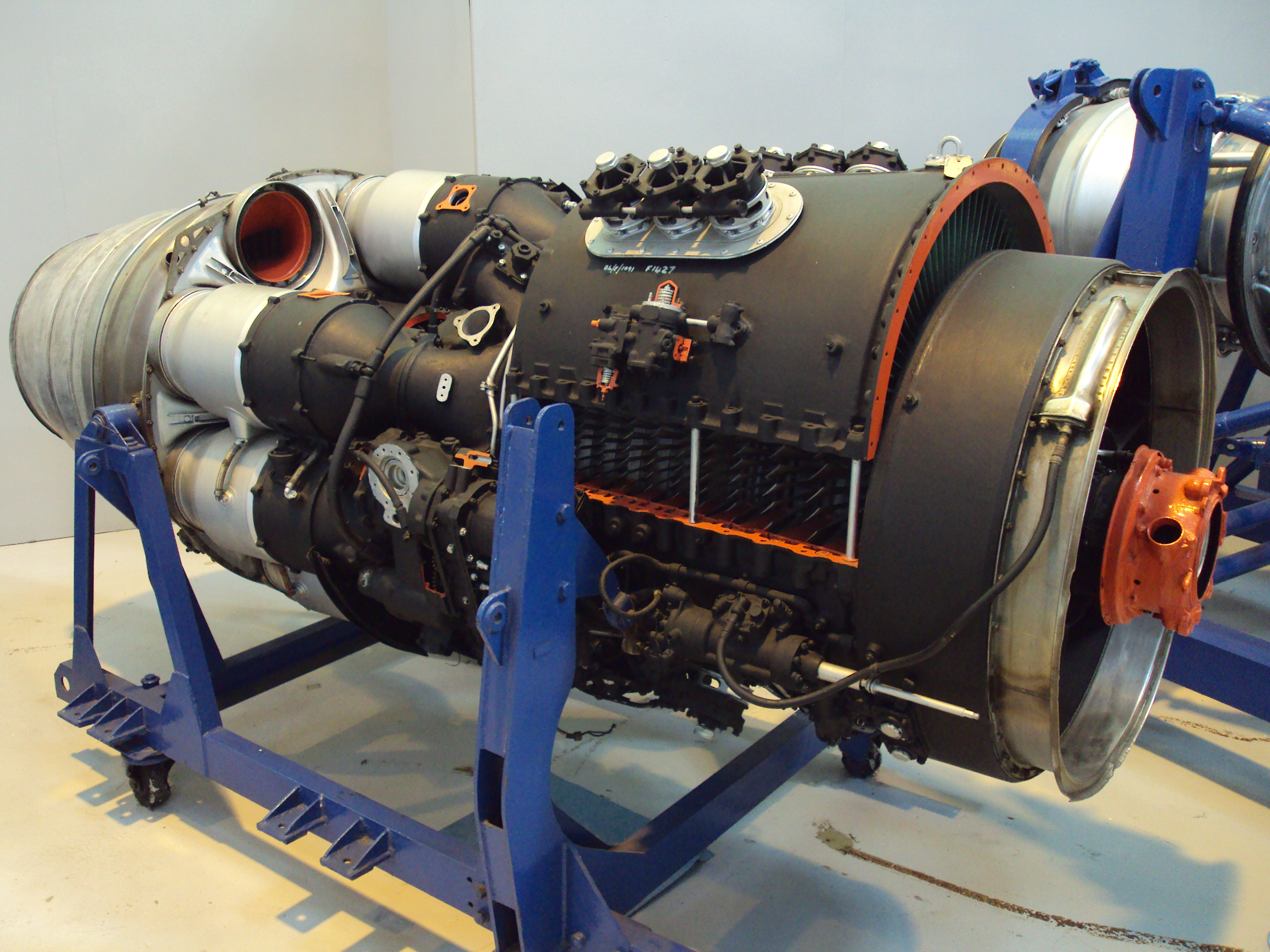
Un Avon RA.3/Mk.101 esposto al museo RAF di Cosford, Inghilterra. Si notano il carter con gli statori del compressore sollevato, ed una delle camere di combustione tubolari rimossa.

Con l'avvento della serie 200 furono ridisegnati i primi quattro stadi del compressore prendendo a modello il Sapphire (a sua volta basato sul compressore assiale del Metrovick F.2). Nella RA.14, il numero di stadi del compressore venne portato a quindici, assicurando un rapporto di compressione di 7,45:1 ed una portata di 150 lb/s, mentre nella RA.29 (serie 300) venne aggiunto uno stadio anteriormente, portando il totale a sedici.

### Camera di combustione
Inizialmente le prime versioni erano dotate di 8 camere di combustione separate. Circa il 15% del flusso di aria che attraversava ciascuna camera veniva fatto passare in una serie di fori e lamelle disposte in modo tale da generare un vortice nella zona attorno al bruciatore dove la combustione poteva avvenire in modo stabile. Il flusso rimanente era utilizzato per diluire i prodotti di combustione prima dell'ingresso in turbina e per raffreddare le pareti del combustore costruite con una lamiera in Nimonic 75.
A partire dalla serie 200, invece, le otto camere separate vennero sostituite da otto tubi di fiamma interconnessi, mentre nella serie 300 venne introdotto un combustore di tipo tubo-anulare.

### Turbina
I motori della serie 100 erano equipaggiati con un singolo stadio di turbina. Le palette, forgiate in Nimonic 80, erano installate ad incastro sul disco di acciaio austenitico. Con la serie 200 la turbina era costituita da due stadi, con le palette (a partire dalla versione RA.24, nel luglio del 1956) raffreddate con aria spillata dal compressore di alta pressione. Nei motori della serie 300 (RA.29 e RB.146), l'aumento di potenza necessaria a muovere i nuovi stadi del compressore richiese l'aggiunta di un terzo stadio alla turbina.

## Impieghi alternativi
Pur essendo nato come motore aeronautico l'Avon ha avuto due interessanti e curiosi utilizzi alternativi.

### Automobilismo
Il Thrust2 è un'automobile da primato realizzata appositamente dal progettista John Ackroyd per battere il record di velocità su terra, la quale utilizzava la propulsione turbogetto ottenuta tramite un motore Rolls-Royce Avon Mk.302. Il 4 ottobre 1984, ai comandi del pilota britannico Richard Noble, il Thrust2 raggiunse la velocità di 1047,48 km/h (650,88 mph) sulla superficie incredibilmente piatta del Black Rock Desert (Nevada, USA).

### Generatore elettrico
L'Avon venne anche utilizzato come generatore elettrico; L'EAS1 Avon, accoppiato con un alternatore, era in grado di generare una produzione di 14,9 MW.

## Versioni

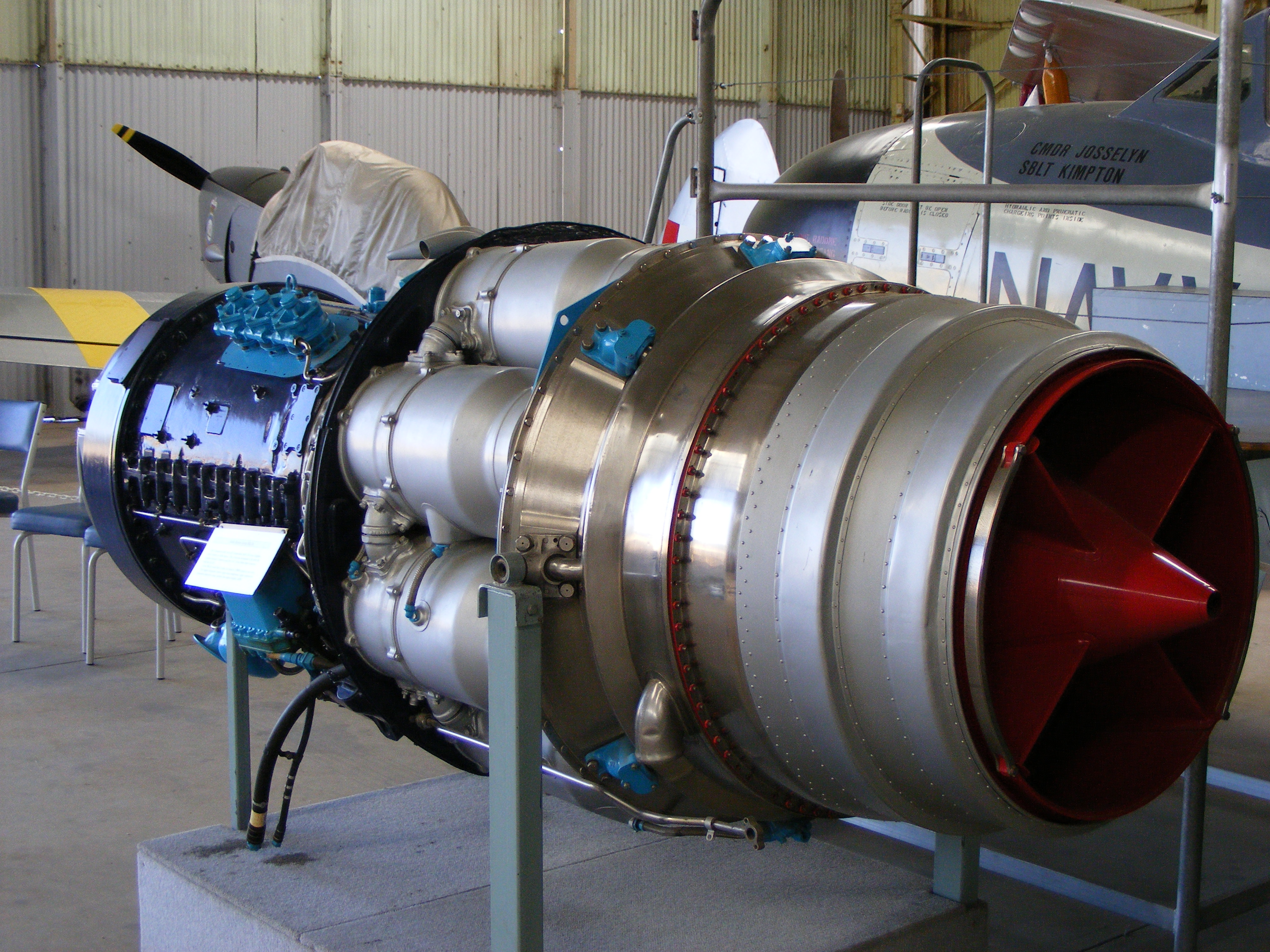
Un Avon RA.7/Mk.26 esposto al Classic Jets Fighter Museum di Adelaide. Questa versione fu costruita in 218 esemplari dalla Commonwealth Aircraft Corporation su licenza della Rolls-Royce.

- RA.2: versione da 26,7 kN di spinta (6 000 lbf) installata sui prototipi di Canberra B.1
- RA.3/Mk.101: versione da 28,9 kN di spinta (6 500 lbf) installata sul Canberra B.1/B.2
- RA.7/Mk.114: versione da 32,7 kN (7 350 lbf) montata sullo Swift FR.5
- RA.7R: versione con postbruciatore montata su alcuni prototipi di Dassault MD 454 Mystère IV e Dassault Super Mystère[1]
- RA.14/Mk.201 : montata sul Vickers Valiant, da 42,3 kN (circa 9 500 lbf) di spinta
  - RA.14R : montata sul Fairey Delta 2
- RA.24R/Mk 210 : montata sul Lightning F1, da 50 kN (11 250 lbf), 64,2 kN (14 430 lbf) con postbruciatore[5]
- RA.26 : versione da 42,26 kN (9 500 lbf) di spinta montata sul Comet 3
- RA.28
  - Mk.203: installata sull'Hawker Hunter (10 000 lb di spinta)
  - Mk.207: versione da 45,1 kN di spinta (10 150 lb) installata sull'Hunter
- RA.29
  - Mk.301/2 (RB.146): versione da 56 450 N (12 690 lbf) di spinta, (72 770 N con postbruciatore) installata sull'English Electric Lightning
  - Mk.524: versione da 45,6 kN (10 250 lbf)di spinta installata sul Comet 4
  - Mk.527 (RA.29/3): versione da 50,7 kN (11 400 lbf) installata sul Caravelle III
  - Mk.533R (RA.29/6): versione da 54,27 kN (12 200 lbf) installata sul Caravelle IV

## Velivoli utilizzatori

### Civili
Francia
- Sud Aviation Caravelle

 Regno Unito
- de Havilland DH.106 Comet

### Militari
Canada
- CAC Sabre

 Regno Unito
- de Havilland DH.110 Sea Vixen
- English Electric Canberra
- English Electric Lightning
- Fairey Delta 2
- Hawker Hunter
- Supermarine Scimitar
- Supermarine Swift
- Vickers Valiant

 Francia
- Dassault MD 454 Mystère IV
- Dassault Super Mystère

 Stati Uniti
- Martin B-57 Canberra
- Ryan X-13 Vertijet

### Avon prodotti su licenza
Svezia
- Saab 32 Lansen (RM5A, RM6 e RM6B)
- Saab 35 Draken (RM6C)